# Tyrus (district)
Tyrus is een district in het gouvernement Zuid in Libanon. De hoofdstad is de gelijknamige stad Tyrus.
Tyrus heeft een oppervlakte van 274 km² en een bevolkingsaantal van 138.348.